# Bestefreunde

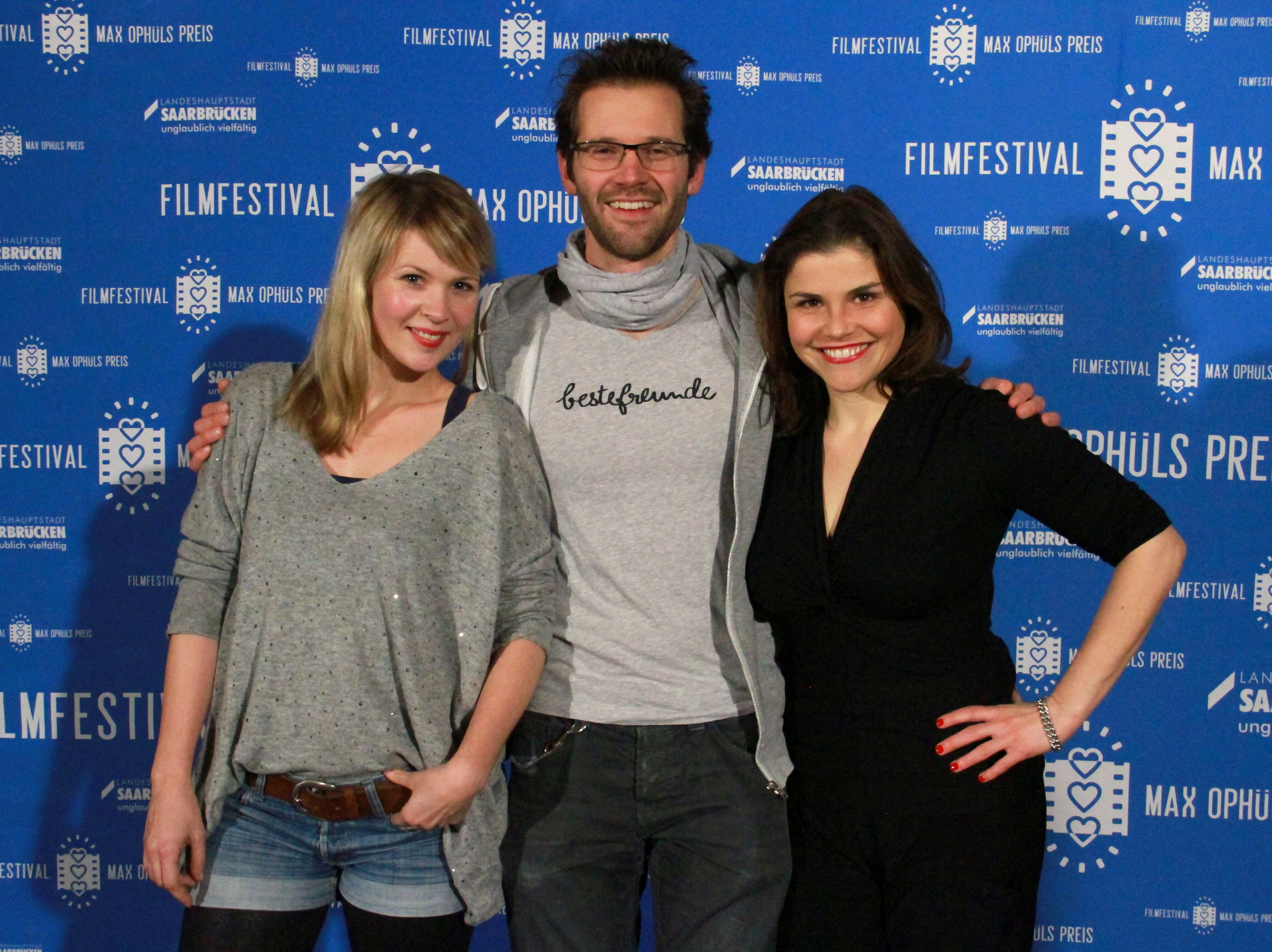
Tina Amon Amonsen, Jonas Grosch und Katharina Wackernagel beim Filmfestival Max Ophüls Preis 2015

bestefreunde ist eine dramatische Filmkomödie von Jonas Grosch und Carlos Val, die gemeinsam auch das Drehbuch schrieben. Sie wurde am 24. Oktober 2014 im Programm der 48. Hofer Filmtage uraufgeführt und lief anschließend im November 2014 auch bei den Biberacher Filmfestspielen und dem Kinofest Lünen. Ab dem 26. Februar 2015 kam sie im Rahmen einer Promotion-Tour im Eigenverleih in ausgewählte deutsche Kinos und am 24. April 2015 erschien der Film als DVD.

## Handlung
Susi und Mark sind mit Mitte Dreißig noch immer als beruflich wie privat ungebundene Weltenbummler in südlichen Gefilden unterwegs, die als „Reisejournalisten“ mit Reportagen ein Auskommen ohne großen Anspruch haben. Sie fotografiert und er schreibt dazu Weblogs unter dem titelgebenden Hashtag „bestefreunde“. Das einzig Beständige, besonders für Susi, ist ihre lange Freundschaft.
Zurückgekehrt ins kalte, ungeliebte Berlin wird Susi umgehend mit den existenziellen Nöten ihrer Existenz konfrontiert, denn Strom und Gas der alten Mietwohnung aus Kindertagen sind abgestellt und die Hausverwaltung möchte sie zwecks Luxussanierung am liebsten ganz loswerden. Auch der wohlhabende Papa, selbst in der Ferne weilend, will ihr nicht aushelfen und die Pläne zur Finanzierung eines Südamerika-Trips durch ein Magazin platzen gleich beim ersten Anlauf. Doch damit nicht genug: Mark verabschiedet sich langsam aus der ewigen Jugendzeit, verschiebt Südamerika, verdient erst einmal Geld und erwischt schließlich Susi eiskalt, als er ihr ganz unvermittelt seine neue Liebe präsentiert.
Zwar ist Susi lesbisch, doch offenbar genoss sie die ungeteilte Zuwendung Marks so sehr, dass sie zutiefst eifersüchtig reagiert. Vergeblich sucht sie eine neutrale Position, schon bald versucht sie, einen Keil zwischen Vivian und Mark zu treiben. Als dieser zur Heirat und damit endgültig zur Sesshaftigkeit abseits der gewohnten Zweisamkeit entschlossen scheint, ist ihr jedes Mittel recht. Sie düpiert einen Freund, dessen Tochter sie für ihre Zwecke benutzt, statt auf sie aufzupassen, und ebenso ihre neue lesbische Freundin, gibt sich sogar hetero und baggert Mark nach allen Regeln an. Erfolglos. Am Ende unterbricht sie in der Kirche Marks Hochzeit, doch der steht zu Vivian und bricht mit Susi, die damit schmerzhaft Abschied vom bisher einzig Beständigen ihres Lebens nehmen muss und zumindest an dieser Stelle gezwungen ist, „erwachsen zu werden“.

## Hintergrund
Der Film thematisiert wie schon Jonas Groschs Spielfilmdebüt Résiste – Aufstand der Praktikanten die beruflichen und privaten Unsicherheiten seiner Generation und deren Hang zum zögerlichen „Erwachsenwerden“ am Beispiel der Hauptpersonen „Susi Q“, einer Mittdreißigerin, die es augenscheinlich genießt, mit ihrem besten Freund als Fotojournalistin prekär, aber ganz und gar ungezwungen durch die Welt zu ziehen.
Er wurde frei, also ohne Fördermittel, von Jonas Grosch und seiner Schwester und Hauptdarstellerin Katharina Wackernagel finanziert bzw. produziert. Er ist Groschs erster gemeinsamer Filme mit Carlos Val und sein dritter Spielfilm sowie sechster Film insgesamt.
Der Satz „Du kannst nicht vorgeben Honig zu sein, wenn du eine Bratwurst“ bist, den der Osteopath Dominique (Robert Beyer) zu Susi Q. (Katharina Wackernagel) sagt und damit indirekt ihr Dilemma beschreibt, wurde nach der Filmveröffentlichung bei dem Internet-Zitaten-Pool „Notes of Berlin“ aufgegriffen und verbreitet.

## Rezeption
Der Film wurde von der Kritik unterschiedlich aufgenommen. Cindy Böhme schrieb im Magazin Berliner Filmfestivals, bestefreunde greife „Probleme auf, die jeder junge Großstädter“ kenne. Der Film balanciere dabei die „Grenze zur Überzeichnung und -treibung“ aus. Jonas Grosch und Carlos Val sei ein Film gelungen, der das „Leiden und Leben so genannter kreativer Berliner“ abbildet.
Harald Mühlbauer subsumierte für das Portal kino-zeit.de, der Film missachte „auf interessante Weise […] die Vorgaben der Genres“. Dies sei mitunter „etwas verstörend“, jedoch vollführe der Film „ein feines dramaturgisches Vorwärtstorkeln, das dem Lernprozess, den seine Protagonistin durchmacht, voll angemessen“ sei. Das Filmportal kino.de sah ein „erfrischendes Independent-Stück über die Liebe, die Angst vor dem Erwachsenwerden und das gar nicht so spießige Spießerleben“. Die Darsteller nannte es „überzeugend“. Auch Claudia Nitsche lobte für den Mediendienst teleschau.de „grandiose Nebendarsteller“ und „etliche kleine Momente von großer Schönheit“; sie resümierte: „Kleine Budgets, gute Unterhaltung.“
Sascha Westphal hingegen urteilte in epd Film, der Film wolle „einfach zu viel“. In dem gewollten Mix aus „Generationsporträt und Romcom nach amerikanischem Vorbild“ kämen die beiden Seiten „einfach nicht zusammen“. Die „aufrührerischen Miniaturen“, etwa „zynische Magazinredakteuren“ oder „kriecherische Wohnungsverwalter“, würden den Film zwar zum Strahlen bringen, allerdings seien sie „in eine Geschichte eingebettet, die kein Klischee romantischer Komödien aus Hollywood“ auslasse.